# Ryan Schofield
Ryan James Schofield (* 11. Dezember 1999 in Huddersfield) ist ein englischer Fußballtorhüter, der bei Huddersfield Town in der EFL Championship unter Vertrag steht.

## Karriere

### Verein
Ryan Schofield begann seine Karriere als Jugendspieler bei den Lepton Highlanders etwa 10 km seiner Geburtsstadt Huddersfield entfernt. Im Jahr 2008 wechselte er als Achtjähriger in die Jugendakademie von Huddersfield Town. Im April 2017 wurde er an den FC United of Manchester in die National League North verliehen und absolvierte fünf Ligaspiele. Im Januar 2018 folgte eine kurze Leihe zum AFC Telford United, für den er dreimal in der National League North spielte. Im Januar 2019 wechselte Schofield für den Rest der Saison 2018/19 auf Leihbasis zum Viertligisten Notts County. In Nottingham erkämpfte er sich die Position im Tor von Ross Fitzsimons. Mit der schlechtesten Abwehr der Liga stieg der Verein am Ende der Saison als Tabellenvorletzter ab. Nach seiner Rückkehr nach Huddersfield gab er sein Debüt in einem EFL-Cup-Spiel gegen Lincoln City im August 2019. Im Oktober 2019 kam er zu seinem Ligadebüt, als er im Zweitligaspiel gegen Middlesbrough das Tor 90 Minuten lang hütete. Ab Januar 2020 folgte für ihn eine Leihstation über sechs Monate zum FC Livingston nach Schottland. Für den Verein absolvierte er zwei Pokalspiele und ein Ligaspiel gegen die Glasgow Rangers. Die Saison 2020/21 war für Schofield der Durchbruch in Huddersfield nachdem er sich gegen Ben Hamer durchgesetzt hatte, und sich in der Mannschaft etablieren konnte. Er blieb dabei in seinen ersten sechs Meisterschaftsauftritten vier Mal ohne Gegentor. Ein Jahr später verlor er seinen Stammplatz an der Neuverpflichtung Lee Nicholls nach einer 1:5-Niederlage gegen Fulham im August 2021. Anschließend verletzte er sich an der Schulter, als er im Januar 2022 in Burnley in einem FA-Cup-Spiel spielte.
Im August 2022 wurde er an Hibernian Edinburgh ausgeliehen. In Edinburgh ist er hinter David Marshall zweiter Torhüter und ist für den eigentlichen Ersatztorhüter Maciej Dąbrowski. der durch eine Schultereckgelenkssprengung ausfällt, eingeplant.

### Nationalmannschaft
Ryan Schofield spielte im März 2017 einmal für die englische U18-Nationalmannschaft gegen Katar. Im September des gleichen Jahres debütierte der Torhüter in der U19 von England bei einer 1:3-Niederlage gegen Deutschland. Bis zum Ende des Jahres absolvierte er drei weitere Spiele. Mit der U20-Nationalmannschaft nahm Schofield am Turnier von Toulon teil. Im Finale das England gegen die Elfenbeinküste gewann, hielt er während des Elfmeterschießens den Schuss von Jean Thierry Lazare.